# Metopaster
Metopaster is een geslacht van uitgestorven zeesterren die leefden van het boven-Krijt tot in het Eoceen. Er zijn zo'n 45 soorten in dit geslacht beschreven en benoemd.

## Beschrijving
Deze zeesterren hadden een vijfhoekig lichaam met vijf tamelijk korte armen en een grote, met kleine veelhoekige plaatjes bedekte centrale schijf. De zoom bestond uit in het oog springende grotere plaatjes, die bezet waren met ruwe stekeltjes. Iets langere en driehoekige plaatjes vormden de punten van de armen. De normale diameter bedroeg ongeveer vijf centimeter.

## Leefwijze
Deze soorten bewoonden de zeebodem en voedden zich met kleine dieren die voorkwamen in het sediment, en met aas.